# Aeroporto de Oulu
O Aeroporto de Oulu (em finlandês: Oulun lentoasema) (IATA: OUL, ICAO: EFOU) é um aeroporto localizado na cidade de Oulu na Finlândia, sendo o segundo aeroporto mais movimentado do país.